# Guds hand (skulptur)
| "Guds hand" på Millesgården, 2007. |  | "Guds hand" på Millesgården, 2007. |
| "Guds hand" på Millesgården, 2007. |  |                                    |

Guds hand är en skulptur som skapades av Carl Milles mellan 1949 och 1953.
Skulpturen är upplyft på en hög kolonn. En naken yngling balanserar på den stora handens tumme och pekfinger. Han tittar uppåt och kroppen är spänd med vitt utspärrade fingrar och gestikulerande armar som symboliserar ängslan och villrådighet medan handen representerar Guds trygghet. 

## Beskrivning

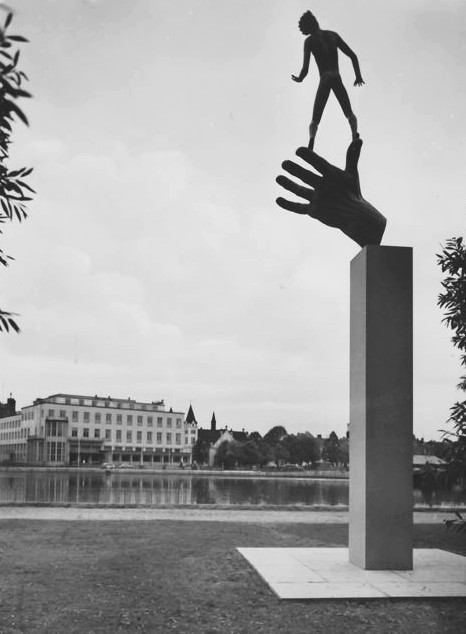
"Guds hand" i Eskilstuna.

Carl Milles var redan som ung mycket intresserad av astronomi. Intresset blev allt större med åren och gällde så småningom allt som hade med himlen och universum att göra, liksom frågor om Guds existens. För Carl Milles var Gud en skapande makt, som förblir okänd, avlägsen och fördold, men på ålderns höst försökte han att materialisera det immateriella.
Det är få verk där han lyckats med sin vision, det skedde i Guds hand och i Gud Fader på Himmelsbågen, det senare blev aldrig verklighet under hans livstid utan stannade vid en bronsskiss. Genom att lyfta upp skulpturerna på höga pelare blev de en del av den fascinerande himlen. 
En helt annan tolkning av Guds hand är konstnärshandens gudomlighet. I ett brev till vännen Emy Fischer 1914 skriver Milles att konstnären i det skapande ögonblicket är en gud, och vid ett flertal andra tillfällen är han inne på liknande tankegångar.
Carl Milles' egen vänstra hand lär ha varit förebilden till skulpturen. Mer än någon annan kroppsdel talade handen om en människas karaktär, menade Milles. Från början gjordes den för Eskilstuna men idag finns den även på andra platser i världen, bland annat i Holstebro i Danmark, Skulpturparken Hakone i Japan, Porjus, Melbourne, Peking, Lidingö (Millesgården), Minneslunden Limhamns kyrkogård i Malmö och Normlösa kyrka. 
Skulpturen finns också på berget ovanför Kungälv. Där restes den av mamman till en dödad pojke som en försoningens symbol efter ett skottdrama 1961.